# Marc Bocher
Marc Bocher (* 19. Jahrhundert oder 20. Jahrhundert in Boulogne-sur-Seine; † 20. Jahrhundert) war ein französischer Radrennfahrer.

## Sportliche Laufbahn
Bocher war im Straßenradsport aktiv. 1920 wurde das Team mit Maurice Bonney, René Hamel, Georges Wambst, André Leducq und Marc Bocher nationaler Meister im Mannschaftszeitfahren. 1925 wurde er bei den Straßenradsport-Weltmeisterschaften Zweiter hinter Rik Hoevenaers. Die Straßenradsport-Weltmeisterschaften wurden bis 1926 nur für Amateure ausgetragen.
Von 1926 bis 1928 war er Berufsfahrer. 1926 siegte er in den Rennen Paris–Lille und Paris–Calais. 1927 wurde er Zweiter bei Paris–Arras.